# Andrew Norman Wilson
Andrew Norman Wilson (nacido en noviembre de 1986) es un artista y cineasta de los en Estados Unidos.  

## Educación
Wilson asistío a Medfield Senior High School en Medfield, Massachusetts. Obtuvo una licenciatura en Televisión, Radio y Cine de la Escuela Newhouse de Comunicaciones de la Universidad de Siracusa en 2006. Wilson posteriormente obtuvo una Maestría en Bellas Artes en Escultura de la Escuela del Instituto de Arte de Chicago en 2011. 

## Obras

### Asistencia virtual
Wilson realizo La pieza en video Virtual Assistance (2009-11) mientras era estudiante del MFA en la Escuela del Instituto de Arte de Chicago. En esta obra, Wilson documenta el uso que hace de un servicio de subcontratación de asistente personal ubicado en India llamado GetFriday . La obra presenta la relación de Wilson con Akhil, su asistente personal de 25 años. En lugar de pedirle a Akhil que completara las tareas que estaba acostumbrado a hacer para otros clientes (como correo electrónico, finanzas y gestión del calendario), Wilson revirtió esto pidiéndole a Akhil que le asignara tareas y que presentara ideas para proyectos colaborativos. 

### Trabajadores abandonando Googleplex (2011)
Workers Leaving the Googleplex es una pieza en video de 2011 que consta de imágenes sincronizadas de dos ubicaciones de Google en Mountain View, California, con una narración en off realizada por Wilson. Su título hace referencia a Los trabajadores saliendo de la fábrica Lumière de los hermanos Lumière.  La inspiración para esta pieza surgió de la experiencia de Wilson trabajando en Google en 2007;  La pieza presenta las distintas clases de trabajadores de Google que Wilson conoció cuando interactuó con trabajadores de credencial amarilla, un estrato de trabajadores que escanean libros de forma privada para Google Book Search.   Los intentos casuales de Wilson de filmar y entrevistar a los trabajadores con credencial amarilla fueron frenados rápidamente por Google, lo que resultó en el despido de Wilson de su empleo en Google.  Esta pieza se volvió viral cuando empezó a circular en Internet en 2011. 

### Operaciones de escaneo
Este proyecto consiste de una serie fotográfica realizada a partir de imágenes de Google Books en las que se muestran errores en el proceso de escaneo.  Los trabajadores con credencial amarilla que son el tema de Workers Leaving the Googleplex, son el mismo grupo de trabajadores responsables de escanear libros para el proyecto de Google Books . 

### Materiales de movimiento y lo que podemos hacer
Materiales de movimiento y lo que podemos hacer es un largo video ensayo que presenta una descripción general de los trabajadores que abandonan Googleplex y ScanOps mientras reflexiona sobre historias relacionadas del cine y el video, la fotografía y la literatura. También se abordan las bases materiales de los medios analógicos y digitales, así como sus procesos de trabajo. 

### SONE
SONE (antes conocida como Stock Fantasy Ventures) consiste en propuestas a inversores para financiar la creación de conceptos de imágenes comerciales que luego se distribuyeron tanto en el mercado del arte como en mercados de medios de archivo como Getty Images. Las imágenes tenían como objetivo abastecer al mercado global de la publicidad, los negocios, el arte y el periodismo con imágenes que representaran sentimientos generalizados de incertidumbre financiera y descontento.  Se celebraron reuniones públicas con inversores en varios lugares y el proyecto tuvo su debut en una galería individual en Project Native Informant en Londres en junio de 2014. El proyecto finalizó mediante un evento de liquidación en el Museo de Arte Moderno de Varsovia en 2016.

### Seminarios sobre incertidumbre
“Seminarios de Incertidumbre” es a la vez un vídeo de un solo canal y una instalación de vídeo multicanal. Propuesto como una serie de videos de atención psiquiátrica de 5 partes distribuidas en 5 unidades de visualización clínica, cada unidad posiciona el cuerpo del espectador de maneras particulares de acuerdo con las demandas de cada sección del video. La arquitectura y los objetos fueron realizados en colaboración con el artista Nick Bastis. 

### Imagen Empleo
Image Employment es un proyecto curatorial producido con la colaboradora Aily Nash que se presento en el MoMA PS1 en septiembre de 2013. Presenta trabajos recientes de imágenes en movimiento que investigan diversos modos de producción contemporánea. Las obras seleccionadas ilustran diferentes acercamientos al tema, desde películas contemplativas que evitan la creación de imágenes desde la lógica de producción capitalista hasta vídeos que utilizan procesos mercantiles que abordan la omnipotencia corporativa, así como obras que complican estas dos tendencias. 
Artistas que participan en la exposición: Michael Bell-Smith, Neil Beloufa, Guy Ben-Ner, Ben Thorp Brown, DIS, Harm van den Dorpel, Dan Eisenberg, Kevin Jerome Everson, Harun Farocki, Zachary Formwalt, Mark Leckey, Sharon Lockhart, Auguste y Louis Lumière, Lucy Raven, Ben Rivers, Hito Steyerl, Superflex, Pilvi Takala, Ryan Trecartin, Andrew Norman Wilson

### Modelos de realidad
Reality Models es una versión extendida de una escena de Peppermint Park, una serie de videos educativos hechos para audiencias infantiles producidos en la década de 1980 por un grupo de inversores que buscaban sacar provecho de los modelos narrativos que Plaza Sésamo inventó para el entretenimiento educativo de los niños. 

### El pasado impensable
A través del uso de Baby Sinclair, un  títere de la comedia animatrónica de dinosaurios Dinosaurs de Jim Henson, producida  en los años 90, The Unthinkable Bygone combina imágenes de visualización científica (modelado 3D, simulación, endoscopia, disección, reflexión) con técnicas cinematográfica para mostrar a la ciencia como una práctica cultural. 

### Oda a los buscadores 2012
Oda a los buscadores 2012  es un video en loop que muestran las similitudes de tres entidades de diferentes escalas - un mosquito, una bomba de aceite y una jeringa - mientras buscan un recurso ambiguo perforando una superficie que parece salinas del desierto, o piel bajo un microscopio, o una cazuela de papas.  Su composición formal se basa en una traducción de las técnicas poéticas utilizadas en " Oda a una urna griega " de John Keats . 

### Kodak
Una ficción semibiográfica inspirada en el trabajo de su padre en uno de los primeros laboratorios de procesamiento de Kodak. Wilson realiza comentarios especulativos sobre la evolución de la ciencia fotoquímica en donde se entrelazan múltiples perspectivas y personajes. Coescrita por James N. Kienitz Wilkins, Kodak imagina un diálogo entre un ex técnico de cine ciego y mentalmente inestable y el propio George Eastman, cuyas grabaciones se reproducen en una procesión de fotografías, secuencias de vídeo doméstico, anuncios antiguos de Kodak y animaciones. 

## Exposiciones
Andrew Norman Wilson ha expuesto en una variedad de espacios como Dreamlands en el Museo Whitney de Arte Americano (2016), la Bienal de Gwangju (2016), la Bienal de Berlín (2016), la Bienal de Bucarest (2016), y On Sweat, Paper and Porcelain en el Centro de Estudios Curatoriales del Bard College en Annandale-on-Hudson, Nueva York (2015), Office Space en el Yerba Buena Center for the Arts en San Francisco (2015), Art Post Internet en el Centro Ullens de Arte Contemporáneo en Pekín (2014), Scars of Our Revolution en Yvon Lambert en París (2014), e Image Employment en el MoMA PS1 en Queens, Nueva York (2013). Las exposiciones individuales incluyen Fluxia en Milán, Project Native Informant en Londres, Document en Chicago, threewalls en Chicago, Reed College en Portland, Oregon . Su trabajo se ha proyectado en Rencontres internationales du documentaire de Montréal, el Festival de Cine de Nueva York, Prospectif Cinema en el Centro Pompidou, #VOICEOVER en el Palais de Tokio, el Festival Internacional de Cine de San Francisco y el Festival de Imágenes . Ha dado conferencias en la Universidad de Oxford, la Universidad de Harvard, la Universität der Künste Berlin y CalArts . Su trabajo ha aparecido en Aperture, Art in America, Artforum, BuzzFeed, Camera Austria International, publicaciones e-flux, <i id="mwyQ">Frieze</i>, Gizmodo / Gawker, The New Yorker y Wired . 